# Eriocaulàcies
Les eriocaulàcies (Eriocaulaceae) formen una família de plantes monocotiledònies herbàcies conegudes, ja que com aquesta última família, la qual cosa sembla la flor és en realitat la inflorescència, situada al final d'un o molts escapos, sent cada pètal una flor, i cada llavor una flor. La inflorescència està envoltada per un involucre de bràctees de consistència de paper. Les flors són petits, unisexuals o bisexuals, usualment blanques, i moltes vegades posseeixen pèls, posseeixen sèpals (2-3), pètals (2-3), estams (2-6) i carpels (2-3), i els estams i carpels estan clarament exposats, la qual cosa suggereix que són pol·linitzades per vent, encara que els nectaris presents en Eriocaulon suggereixen que la pol·linització per insectes també ocorre, encara que els visitants semblen ser infreqüents. Les fulles són basals arrosetades. Estan presents en regions tropicals i subtropicals, amb unes poques estenent-se en hàbitats temperats, usualment humits.